# Alive in Poland
Alive in Poland es el segundo álbum en vivo de la banda de heavy metal B L A Z E. Contiene en su mayor parte material original de la agrupación, al igual que algunos covers de Iron Maiden y Wolfsbane, bandas a las que perteneció el vocalista Blaze Bayley.

## Lista de canciones
1. "Intro"
2. "Speed of Light"
3. "The Brave"
4. "Futureal" (cover de Iron Maiden)
5. "Alive"
6. "Tough as Steel" (cover de Wolfsbane)
7. "Man on the Edge" (cover de Iron Maiden)
8. "Virus" (cover de Iron Maiden)
9. "Ten Seconds"
10. "Two Worlds Collide" (cover de Iron Maiden)
11. "Look for the Truth" (cover de Iron Maiden)
12. "Kill and Destroy"
13. "Silicon Messiah"
14. "Tenth Dimension"
15. "Sign of the Cross" (cover de Iron Maiden)
16. "Born As A Stranger"

## Personal
- Blaze Bayley – voz
- Rich Newport – guitarra
- Nick Bermúdez – guitarra
- David Bermúdez – bajo
- Rico Banderra – batería